# Paul Ernst (Biathlet)
Paul Ernst (* 11. September 1935 in Reutte; † 27. März 2024) war ein österreichischer Biathlet.
Als Ernst 1954 zur B-Gendarmerie kam, begann er zunächst den Skilanglaufsport wettkampfmäßig auszuüben. In den Jahren 1956 und 1957 erreichte er zwei Podestplätze mit der Staffel bei den Österreichischen Staatsmeisterschaften. 1957 wechselte er zur Zollwache und begann mit dem Biathlon. Bei der ersten Biathlon-Weltmeisterschaft 1958 in Saalfelden belegte Ernst als zweitbester Österreicher den 17. Platz im Einzel und wurde im inoffiziellen Staffelwettbewerb Fünfter. Wegen beruflicher und privater Verpflichtungen – bis 1963 wurde er dreimal Vater – blieb ihm in den nächsten Jahren nur wenig Zeit für den Sport. Im Vorfeld der Olympischen Winterspiele 1964 in Innsbruck begann er wieder mit verstärktem Training, erreichte jedoch in der olympischen Entscheidung nach einem Skibruch nicht das Ziel. Es folgte die Teilnahme an den Biathlon-Weltmeisterschaften 1966 in Garmisch-Partenkirchen. Im Einzel belegte er den 44. Platz und wurde mit Horst Schneider, Walter Müller und Adolf Scherwitzl im erstmals im Rahmen des offiziellen Wettbewerbs ausgetragenen Staffelwettkampfes Achter. Im nächsten Jahr belegte er bei den Biathlon-Weltmeisterschaften 1967 in Altenberg den 13. Platz mit der Staffel. Im Einzel war er nicht gestartet. Letztes Großereignis von Paul Ernst wurden die Olympischen Winterspiele 1968 in Grenoble. Das Einzel beendete er auf dem 40. Platz und wurde mit Scherwitzl, Schneider und Franz Vetter Elfter im Staffelwettbewerb.